# سفيان حدي
سفيان حدي (ولد في 2 فبراير 1991، الدار البيضاء، المغرب) دراج مغربي، متَخَصّص في السباقات على الطريق. من أهم إنجازاته:
- 2012  المغرب: المرتبة الرابعة في الترتيب العام الفردي لطواف المغرب للدراجات
- 2012 لندن  المملكة المتحدة: مشاركة في السباق على الطريق ضمن الألعاب الأولمبية لندن 2012 (لم يكمل السباق، انسحب في الكلم 137).[1]

## روابط خارجية
- (بالفرنسية) صفحة سفيان حدي في الموقع المتخصص في سباق الدراجات siteducyclisme.net